# Photedes sohn-retheli
Photedes sohn-retheli là một loài bướm đêm trong họ Noctuidae.